# Audiencia Provincial de Murcia
La Audiencia Provincial de Murcia es un tribunal de justicia que ejerce su jurisdicción sobre la Región de Murcia (España).
Conoce de asuntos civiles y penales. Cuenta con cinco secciones: dos civiles (1 y 4), dos penales (2 y 3) y una mixta (5), esta última en Cartagena.
Tiene su sede central en la Ronda de Garay de Murcia, en el Palacio de Justicia original de la ciudad. La sección quinta tiene su sede en Cartagena, que es de jurisprudencia mixta, es decir, civil y penal. El actual presidente de la Audiencia Provincial de Murcia es, desde 2016, Miguel Ángel Larrosa.